# Mistrovství světa ve fotbale 1934
Mistrovství světa ve fotbale 1934 bylo druhým mistrovstvím světa v dějinách fotbalu. Pořadatelskou zemí byla 9. října 1932 na kongresu FIFA ve Stockholmu zvolena Itálie. Bylo to první mistrovství světa, na které se týmy (včetně domácího mužstva) musely kvalifikovat. Závěrečného turnaje se zúčastnilo 16 celků. Turnaj se konal od 27. května do 10. června 1934, kdy bylo odehráno finále mezi mužstvy Itálie a Československa. Po rozhodčím Ivanem Eklindem proitalsky vedeném finálovém utkání nakonec vyhráli Italové v prodloužení 2 : 1 a získali svůj první titul mistrů světa. Většina sportovních novin psala, že ze strany Itálie to nebyl fair play. Na bronzové příčce se umístila reprezentace Německa poté, co porazila v boji o třetí místo Rakousko 3 : 2. Celkem padlo na turnaji 70 branek, což je v průměru 4,1 branky na zápas. Nejlepším střelcem mistrovství se stal s pěti brankami československý reprezentant Oldřich Nejedlý, jemuž se jako jedinému na tomto šampionátu podařilo v utkání s Německem vsítit hattrick, který však byl oficiálně uznán FIFA až po 72 letech.
Mezi hvězdy tohoto mistrovství světa se řadí: Giampiero Combi, Giuseppe Meazza (oba Itálie), František Plánička, Oldřich Nejedlý (oba Československo), Matthias Sindelar, Josef Bican (oba Rakousko).
Mistrovství světa 1934 doprovázela řada okolností, které vedly mnohé pozorovatele k názoru, že byl celkový výsledek do značné míry ovlivněn ve prospěch domácího týmu fašistické Itálie. Josef Bican tvrdil až do své smrti v roce 2001, že rozhodčí klíčových zápasů mužstev Rakouska (zvaného Wunderteam) a Československa proti Itálii, švédský občan Ivan Eklind, byl italským diktátorem Benitem Mussolinim podplacen.
Oficiální míč tohoto MS se jmenoval Federale 102.

## Stupně vítězů
| Zlato  | Stříbro        | Bronz   | 4. místo |
| ------ | -------------- | ------- | -------- |
| Itálie | Československo | Německo | Rakousko |

## Kandidáti na pořadatelství

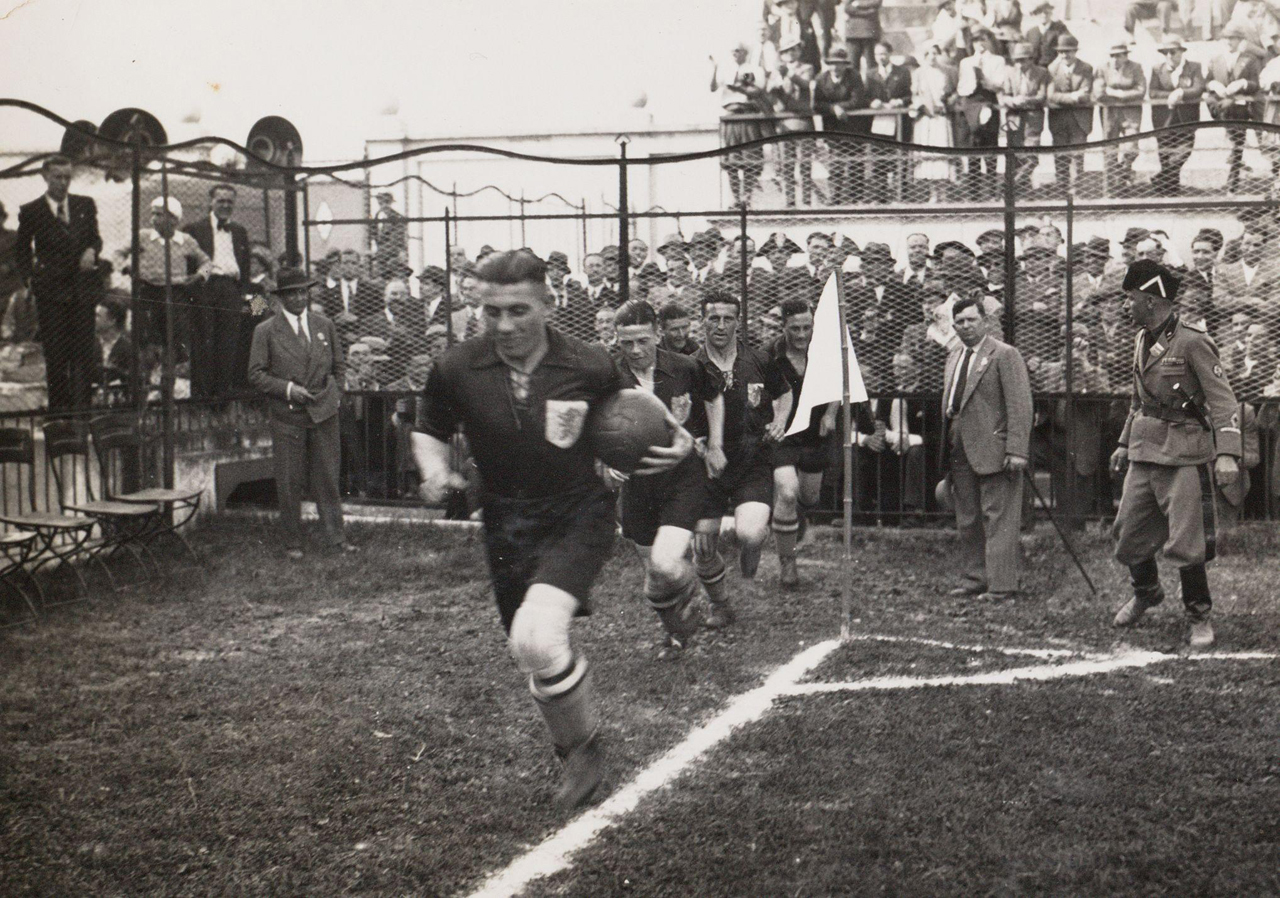
Příprava k zápasu Nizozemsko vs. Švýcarsko

Po dlouhém rozhodovacím procesu, během kterého se výkonný výbor FIFA sešel celkem osmkrát, byla 9. října 1932 na zasedání ve Stockholmu jako pořadatelská země vybrána Itálie. Volba výkonného výboru FIFA nebyla provedena tajným hlasováním. Pořadatelství Itálie bylo upřednostněno před tím ve Švédsku, protože italská vláda na mistrovství vyčlenila 3,5 milionu lir.

## Kvalifikace

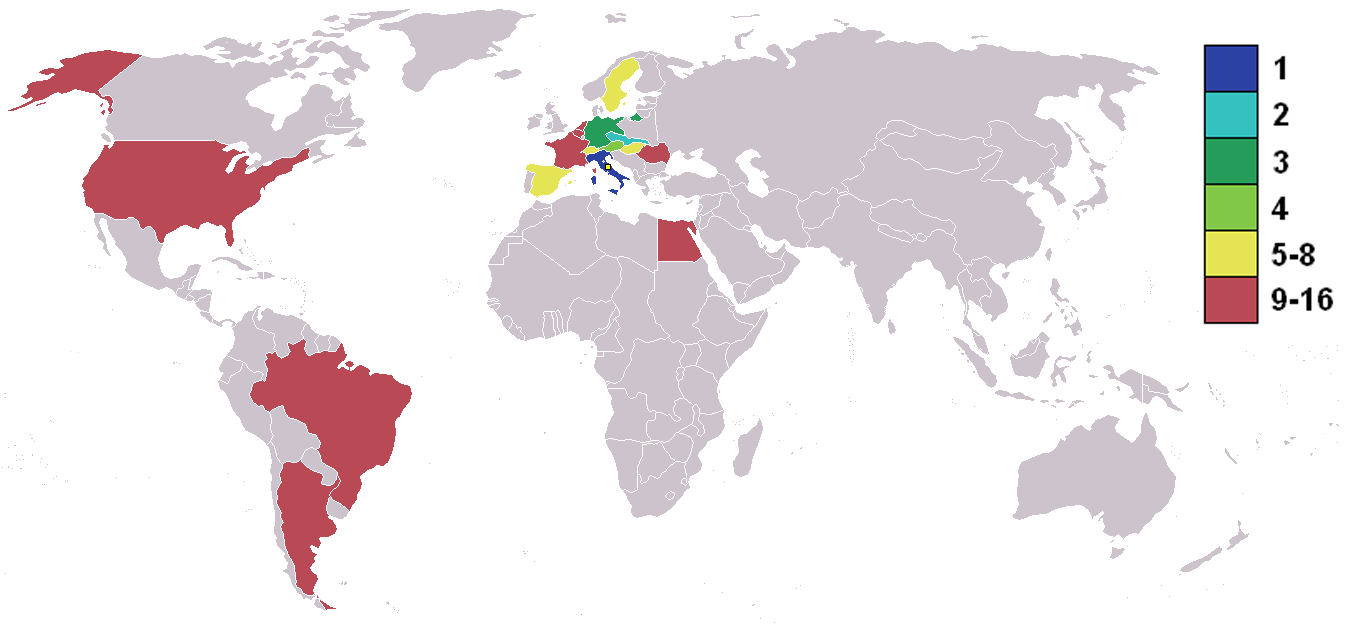
Mapa kvalifikovaných zemí na 2. mistrovství světa ve fotbale

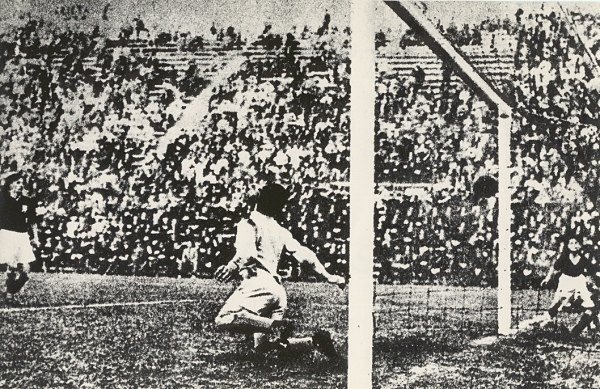
V 95. minutě finálového zápasu mistrovství světa 1934 Itálie - Československo vstřelil Angelo Schiavio vítěznou branku Italů, československý brankář František Plánička neměl proti této střele šanci

Kvalifikace se účastnilo 32 fotbalových reprezentací, které bojovaly o 16 míst na závěrečném turnaji. Turnaje se neúčastnily některé kvalitní celky. Uruguay, mistr světa z předešlého šampionátu, se odmítla účastnit na protest proti zamítnutí účasti některých evropských zemí kvůli obtížnému cestování na předešlé mistrovství v Uruguayi. MS ve fotbale 1934 je tak jediným mistrovstvím, kterého se vítěz předešlého MS nezúčastnil. Šampionátu se také neúčastnily reprezentace zemí Spojeného království, které v té době dobrovolně nebyly členy FIFA. FIFA přesto Anglii a Skotsku nabídla účast na závěrečném turnaji, aniž by musely projít kvalifikací. Tento návrh byl však Brity ostře zamítnut. Člen výkonného výboru britské fotbalové asociace Charles Sutcliffe nazval celé mistrovství "vtipem" a prohlásil, že "národní asociace Anglie, Skotska, Walesu a Irska mají co dělat na svém mezinárodním mistrovství, které mu připadá mnohem lepší než to v Římě".
Přestože byla Itálie hostitelskou zemí, tak se musela probojovat kvalifikací. Skupiny v kvalifikaci byly uspořádány podle zeměpisné polohy zemí. Argentina a Brazílie postoupily automaticky, protože Chile a Peru odstoupily.
12 ze 16 skupin bylo v Evropě, tři v Americe a jedna byla přidělena Africe a Asii. Jen deset ze 32 týmů nebylo z Evropy, z nichž se čtyři kvalifikovaly (Brazílie, Argentina, Spojené státy americké a Egypt, který byl první africkou zemí, která se kvalifikovala na MS ve fotbale). Poslední kvalifikační utkání o poslední místo na MS se hrálo v Římě jen tři dny před zahájením šampionátu mezi Spojenými státy a Mexikem.
Deset z kvalifikovaných týmů se MS účastnilo poprvé. Devět z nich bylo z Evropy (Itálie, Německo, Španělsko, Nizozemsko, Maďarsko, Československo, Švédsko, Rakousko a Švýcarsko). Desátým byl Egypt, který po tomto MS kvalifikoval až na MS ve fotbale 1990 v Itálii.

### Kvalifikované týmy
| Vlajka         | Stát Archivováno 5. 9. 2015 na Wayback Machine. | Soupisky                                    |
| -------------- | ----------------------------------------------- | ------------------------------------------- |
| Belgie         | Belgie (Evropa)                                 | Archivováno 6. 7. 2020 na Wayback Machine.  |
| Rakousko       | Rakousko (Evropa)                               | Archivováno 7. 3. 2016 na Wayback Machine.  |
| Švédsko        | Švédsko (Evropa)                                | Archivováno 6. 3. 2016 na Wayback Machine.  |
|                | Itálie (Evropa)                                 | Archivováno 2. 11. 2015 na Wayback Machine. |
| Švýcarsko      | Švýcarsko (Evropa)                              | Archivováno 5. 3. 2016 na Wayback Machine.  |
| Československo | Československo (Evropa)                         | Archivováno 3. 10. 2015 na Wayback Machine. |
| Nizozemsko     | Nizozemsko (Evropa)                             | Archivováno 6. 3. 2016 na Wayback Machine.  |
| Francie        | Francie (Evropa)                                | Archivováno 6. 3. 2016 na Wayback Machine.  |
|                | Španělsko (Evropa)                              | Archivováno 5. 3. 2016 na Wayback Machine.  |
| Německá říše   | Německo (Evropa)                                | Archivováno 3. 10. 2015 na Wayback Machine. |
|                | Maďarsko (Evropa)                               | Archivováno 2. 6. 2016 na Wayback Machine.  |
| Rumunsko       | Rumunsko (Evropa)                               | Archivováno 7. 3. 2016 na Wayback Machine.  |
|                | USA (Severní Amerika)                           | Archivováno 6. 3. 2016 na Wayback Machine.  |
|                | Brazílie (Jižní Amerika)                        | Archivováno 7. 3. 2016 na Wayback Machine.  |
| Argentina      | Argentina (Jižní Amerika)                       | Archivováno 5. 3. 2016 na Wayback Machine.  |
|                | Egypt (Afrika)                                  | Archivováno 2. 6. 2016 na Wayback Machine.  |

## Stadiony
| Bologna                  | Florencie                                            | Janov                                                |
| ------------------------ | ---------------------------------------------------- | ---------------------------------------------------- |
| Stadio Littoriale        | Stadio Giovanni Berta                                | Stadio Luigi Ferraris                                |
| Kapacita: 50 100         | Kapacita: 47 290                                     | Kapacita: 36 703                                     |
|                          |                                                      |                                                      |
| Milán                    | Bologna Florencie Janov Milán Neapol Řím Terst Turín | Bologna Florencie Janov Milán Neapol Řím Terst Turín |
| Stadio San Siro          | Bologna Florencie Janov Milán Neapol Řím Terst Turín | Bologna Florencie Janov Milán Neapol Řím Terst Turín |
| Kapacita: 55 000         | Bologna Florencie Janov Milán Neapol Řím Terst Turín | Bologna Florencie Janov Milán Neapol Řím Terst Turín |
|                          | Bologna Florencie Janov Milán Neapol Řím Terst Turín | Bologna Florencie Janov Milán Neapol Řím Terst Turín |
| Turín                    | Bologna Florencie Janov Milán Neapol Řím Terst Turín | Bologna Florencie Janov Milán Neapol Řím Terst Turín |
| Stadio Benito Mussolini  | Bologna Florencie Janov Milán Neapol Řím Terst Turín | Bologna Florencie Janov Milán Neapol Řím Terst Turín |
| Kapacita: 28 140         | Bologna Florencie Janov Milán Neapol Řím Terst Turín | Bologna Florencie Janov Milán Neapol Řím Terst Turín |
|                          | Bologna Florencie Janov Milán Neapol Řím Terst Turín | Bologna Florencie Janov Milán Neapol Řím Terst Turín |
| Neapol                   | Řím                                                  | Terst                                                |
| Stadio Giorgio Ascarelli | Stadio Nazionale PNF                                 | Stadio Littorio                                      |
| Kapacita: 40 000         | Kapacita: 47 300                                     | Kapacita: 8 000                                      |
|                          |                                                      |                                                      |

## Výsledky

### První kolo
| 27. května 1934 16:30                                       |        |             |                                                                |
| Itálie                                                      | 7 : 1  | USA         | Stadio Nazionale PNF, Řím diváci: 13 000 rozhodčí: René Mercet |
| Schiavio 18', 29', 64' Orsi 20', 69' Ferrari 63' Meazza 90' | Report | Donelli 57' | Stadio Nazionale PNF, Řím diváci: 13 000 rozhodčí: René Mercet |

| 27. května 1934 16:30             |        |              |                                                                     |
| Španělsko                         | 3 : 1  | Brazílie     | Stadio Luigi Ferraris, Janov diváci: 25 000 rozhodčí: Alfred Birlem |
| Iraragorri 18' (pen.) Lángara 29' | Report | Leônidas 55' | Stadio Luigi Ferraris, Janov diváci: 25 000 rozhodčí: Alfred Birlem |

| 27. května 1934 16:30                |        |                |                                                                              |
| Maďarsko                             | 4 : 2  | Egypt          | Stadio Giorgio Ascarelli, Neapol diváci: 12 000 rozhodčí: Rinaldo Barlassina |
| Teleki 11' Toldi 27', 61' Vincze 53' | Report | Fawzi 31', 39' | Stadio Giorgio Ascarelli, Neapol diváci: 12 000 rozhodčí: Rinaldo Barlassina |

| 27. května 1934 16:30         |        |                    |                                                             |
| Švýcarsko                     | 3 : 2  | Nizozemsko         | Stadio San Siro, Milán diváci: 40 000 rozhodčí: Ivan Eklind |
| Kielholz 7', 43' Abegglen 69' | Report | Smit 19' Vente 84' | Stadio San Siro, Milán diváci: 40 000 rozhodčí: Ivan Eklind |

| 27. května 1934 16:30 |        |           |                                                              |
| Československo        | 2 : 1  | Rumunsko  | Stadio Littorio, Terst diváci: 8 000 rozhodčí: Jean Langenus |
| Puč 50' Nejedlý 67'   | Report | Dobay 11' | Stadio Littorio, Terst diváci: 8 000 rozhodčí: Jean Langenus |

| 27. května 1934 16:30      |        |                      |                                                                 |
| Švédsko                    | 3 : 2  | Argentina            | Stadio Littoriale, Bologna diváci: 15 000 rozhodčí: Eugen Braun |
| Jonasson 9', 67' Kroon 79' | Report | Belis 4' Galateo 48' | Stadio Littoriale, Bologna diváci: 15 000 rozhodčí: Eugen Braun |

| 27. května 1934 16:30              |            |                                  |                                                                              |
| Rakousko                           | 3 : 2 (PP) | Francie                          | Stadio Benito Mussolini, Turín diváci: 20 000 rozhodčí: Johannes van Moorsel |
| Sindelar 44' Schall 93' Bican 109' | Report     | Nicolas 18' Verriest 116' (pen.) | Stadio Benito Mussolini, Turín diváci: 20 000 rozhodčí: Johannes van Moorsel |

| 27. května 1934 16:30                          |        |                   |                                                                           |
| Německo                                        | 5 : 2  | Belgie            | Stadio Giovanni Berta, Florencie diváci: 8 000 rozhodčí: Francesco Mattea |
| Kobierski 25' Siffling 49' Conen 66', 70', 87' | Report | Voorhoof 29', 43' | Stadio Giovanni Berta, Florencie diváci: 8 000 rozhodčí: Francesco Mattea |

### Čtvrtfinále
| 31. května 1934 16:30  |        |                   |                                                                      |
| Rakousko               | 2 : 1  | Maďarsko          | Stadio Littoriale, Bologna diváci: 25 000 rozhodčí: Francesco Mattea |
| Horvath 8' Zischek 51' | Report | Sárosi 60' (pen.) | Stadio Littoriale, Bologna diváci: 25 000 rozhodčí: Francesco Mattea |

| 31. května 1934 16:30 |            |              |                                                                       |
| Itálie                | 1 : 1 (PP) | Španělsko    | Stadio Giovanni Berta, Florencie diváci: 35 000 rozhodčí: Louis Baert |
| Ferrari 44'           | Report     | Regueiro 30' | Stadio Giovanni Berta, Florencie diváci: 35 000 rozhodčí: Louis Baert |

| 31. května 1934 16:30 |        |            |                                                                    |
| Německo               | 2 : 1  | Švédsko    | Stadio San Siro, Milán diváci: 15 000 rozhodčí: Rinaldo Barlassina |
| Hohmann 60', 63'      | Report | Dunker 82' | Stadio San Siro, Milán diváci: 15 000 rozhodčí: Rinaldo Barlassina |

| 31. května 1934 16:30               |        |                         |                                                                       |
| Československo                      | 3 : 2  | Švýcarsko               | Stadio Benito Mussolini, Turín diváci: 12 000 rozhodčí: Alois Beranek |
| Svoboda 24' Sobotka 49' Nejedlý 82' | Report | Kielholz 18' Jaeggi 78' | Stadio Benito Mussolini, Turín diváci: 12 000 rozhodčí: Alois Beranek |

Opakovaný zápas:
| 1. června 1934 16:30 |        |           |                                                                       |
| Itálie               | 1 : 0  | Španělsko | Stadio Giovanni Berta, Florencie diváci: 45 000 rozhodčí: René Mercet |
| Meazza 11'           | Report |           | Stadio Giovanni Berta, Florencie diváci: 45 000 rozhodčí: René Mercet |

### Semifinále
| 3. června 1934 16:30 |        |          |                                                             |
| Itálie               | 1 : 0  | Rakousko | Stadio San Siro, Milán diváci: 60 000 rozhodčí: Ivan Eklind |
| Guaita 19'           | Report |          | Stadio San Siro, Milán diváci: 60 000 rozhodčí: Ivan Eklind |

| 3. června 1934 16:30  |        |           |                                                                       |
| Československo        | 3 : 1  | Německo   | Stadio Nazionale PNF, Řím diváci: 10 000 rozhodčí: Rinaldo Barlassina |
| Nejedlý 19', 71', 80' | Report | Noack 62' | Stadio Nazionale PNF, Řím diváci: 10 000 rozhodčí: Rinaldo Barlassina |

### Zápas o bronz
| 7. června 1934 18:00     |        |                       |                                                                       |
| Německo                  | 3 : 2  | Rakousko              | Stadio Giovanni Berta, Florencie diváci: 45 000 rozhodčí: René Mercet |
| Lehner 1', 42' Conen 27' | Report | Horvath 28' Sesta 54' | Stadio Giovanni Berta, Florencie diváci: 45 000 rozhodčí: René Mercet |

### Finále
| 10. června 1934 17:30 |            |                |                                                                |
| Itálie                | 2 : 1 (PP) | Československo | Stadio Nazionale PNF, Řím diváci: 45 000 rozhodčí: Ivan Eklind |
| Orsi 81' Schiavio 95' | Report     | Puč 71'        | Stadio Nazionale PNF, Řím diváci: 45 000 rozhodčí: Ivan Eklind |

## Vítěz
| Mistrovství světa ve fotbale 1934 Itálie |

## Střelci
S pěti góly byl nejlepším střelcem turnaje Oldřich Nejedlý. Bylo vstřeleno celkem 70 gólů 45 hráči, žádný z gólů nebyl vlastní.
5 gólů
- Oldřich Nejedlý

4 góly
- Edmund Conen
- Angelo Schiavio

3 góly
- Raimundo Orsi
- Leopold Kielholz

2 góly
- Johann Horvath
- Bernard Voorhoof
- Antonín Puč
- Abdulrahman Fawzi
- Karl Hohmann
- Ernst Lehner
- Géza Toldi
- Giovanni Ferrari
- Giuseppe Meazza
- José Iraragorri
- Sven Jonasson

1 gól
- Ernesto Belis
- Alberto Galateo
- Josef Bican
- Anton Schall
- Karl Sesta
- Matthias Sindelar
- Karl Zischek
- Leônidas
- Jiří Sobotka
- František Svoboda
- Jean Nicolas
- Georges Verriest
- Stanislaus Kobierski
- Rudolf Noack
- Otto Siffling
- György Sárosi
- Pál Teleki
- Jenő Vincze
- Enrique Guaita
- Kick Smit
- Leen Vente
- Ștefan Dobay
- Isidro Lángara
- Luis Regueiro
- Gösta Dunker
- Knut Kroon
- André Abegglen
- Willy Jäggi
- Aldo Donelli